# El favor (pel·lícula de 2023)
El favor és una pel·lícula espanyola de comèdia de 2023 dirigida per Juana Macías. És protagonitzada per Inma Cuesta, Diego Martín i Sara Sálamo com tres germans que tornen a la seva llar per a enfrontar-se amb el personatge interpretat per Alfonso Bassave. S'ha doblat al català per a TV3.

## Sinopsi
Els Gallardo són una família rica i respectada que estiueja en una preciosa masia cuidada fins al més mínim detall per l'Amparito, l'estimadíssima mainadera, que, per als tres fills de la família, la Teresa, en Benja i l'Aura, ha estat com una segona mare. Quan reben la trista notícia de la seva mort, els tres germans viatgen al poble per a donar-li l'últim adeu i retrobar-se amb en Tomás, únic fill de la difunta. El que no esperaven és que l'última voluntat de l'Amparito fos ser enterrada en el panteó familiar. Els Gallardo tenen clar que no volen que sigui enterrada aquí, per la qual cosa, després de negar-se a complir aquest favor, reben el llegat de l'Amparito: unes cartes personalitzades dirigides als tres germans.

## Repartiment
- Inma Cuesta com a Teresa Gallardo
- Diego Martín com a Benja Gallardo
- Sara Sálamo com a Aura Gallardo
- Alfonso Bassave com a Tomás
- Pere Ponce com a Fermín
- Betsy Túrnez com a Carmen
- Iván Renedo com a Nicolás
- Gonzalo de Castro com a Carlos
- Isabel Ordaz com a Mariola
- Luisa Gavasa com a Amparito
- Pep Sais com a Jaume

## Producció
La cinta està produïda per Paloma Medina, Antonio Asensio i Mercedes Gamero amb Miriam Rodríguez i Andrea Barrionuevo al capdavant de la producció executiva, el guió és escrit per Cristóbal Garrido i Adolfo Valor. La pel·lícula és una producció de Zeta Cinema, Atresmedia Cinema i Pumuky Films AIE amb la participació de Movistar+ i Televisió de Catalunya. Compta amb finançament de l'Institut de la Cinematografia i de les Arts Audiovisuals i el suport de l'Institut Català de les Empreses Culturals.
Dirigida per Juana Macías, és protagonitzada per Inma Cuesta, Diego Martín i Sara Sálamo com els tres germans protagonistes, al costat d'Alfonso Bassave, Pere Ponce, Betsy Túrnez, Iván Renedo, Gonzalo de Castro, Isabel Ordaz, Luisa Gavasa i Pep Sais.

## Estrena
La pel·lícula es va estrenar en cinemes el 10 de novembre de 2023.